# Aliatypus
Genre
Aliatypus est un genre d'araignées mygalomorphes de la famille des Antrodiaetidae.

## Distribution
Les espèces de ce genre sont endémiques des États-Unis. Elles se rencontrent en Californie et en Arizona.

## Liste des espèces
Selon World Spider Catalog (version 22.5, 29/09/2021) :
- Aliatypus aquilonius Coyle, 1975
- Aliatypus californicus (Banks, 1896)
- Aliatypus coylei Hedin & Carlson, 2011
- Aliatypus erebus Coyle, 1975
- Aliatypus gnomus Coyle, 1975
- Aliatypus gulosus Coyle, 1975
- Aliatypus isolatus Coyle, 1975
- Aliatypus janus Coyle, 1975
- Aliatypus plutonis Coyle, 1975
- Aliatypus roxxiae Satler & Hedin, 2013
- Aliatypus starretti Satler & Hedin, 2013
- Aliatypus thompsoni Coyle, 1975
- Aliatypus torridus Coyle, 1975
- Aliatypus trophonius Coyle, 1975

## Publication originale
- Smith, 1908 : « A preliminary study of the Araneae theraphosae of California. » Annals of the Entomological Society of America, vol. 1, p. 207-236.